# Ziya Songülen

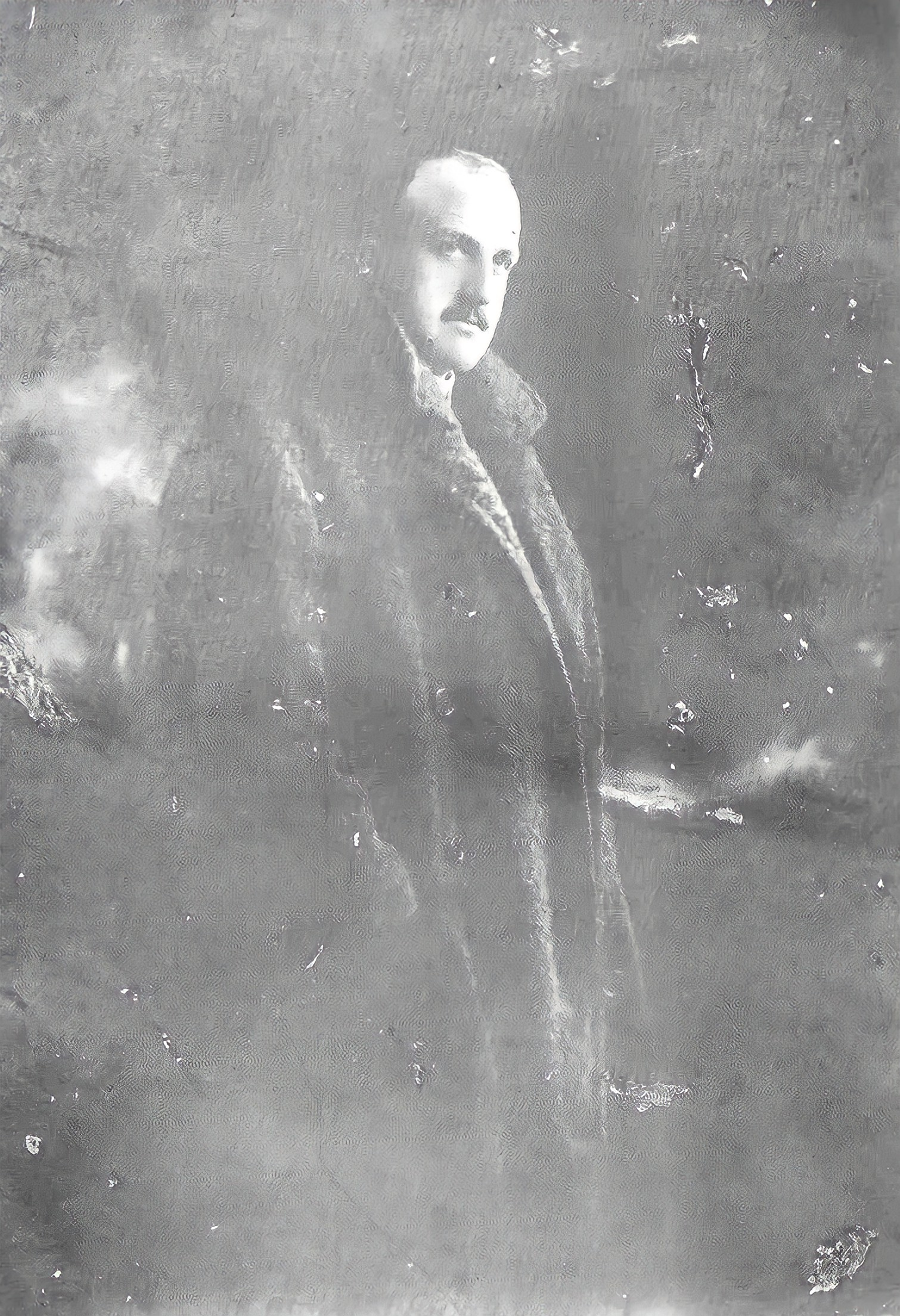
Oprichter Nurizade Ziya Songülen.

Ziya Songülen (Istanboel, 9 september 1886 - Istanboel, 1936) was de oprichter van de Turkse voetbalclub Fenerbahçe.

## Verdiensten
Ziya Songülen was de oprichter en tevens eerste voorzitter van Fenerbahçe in de periode 1907-08.
Hij speelde ook als rechtsback bij de club. Songülen studeerde af aan het Saint Joseph's College en huurde de grond waar nu het Şükrü Saracoğlu Stadion staat voor 17 Ottomaanse gouden munten.